# チャック・クーパー
チャールズ・ヘンリー・"チャック"・クーパー (Charles Henry "Chuck" Cooper, 1926年9月29日 - 1984年2月5日) は、アメリカ合衆国の元プロバスケットボール選手。出身地はペンシルベニア州ピッツバーグ、出身大学はデュケイン大学。
NBAドラフト史上初めて指名を受けた黒人選手として知られる。

## 経歴

### 生い立ち
クーパーは、郵便配達人の父と元学校教師の母の間で生まれた。人種差別が横行する時代、黒人だったクーパーも様々な困難に突き当たった。ウェスティングハウス高校のバスケットボールチームでは"汚れ役"を強制させられ、シュートチャンスも殆ど与えられなかった。これに憤りを感じたクーパーは一度チームを辞めたが、コーチの説得に応じてチームに戻った。クーパーは同校で有望な選手に成長し、彼が最終学年の時には平均13得点をあげてチームをピッツバーグ市のタイトルに導き、市のオールチームにも選出された。
高校卒業後、クーパーはウェストバージニア州立大学に進学。同校のバスケチームは後にクーパーと共にNBA初の黒人選手となるアール・ロイドも在籍し、黒人選手の受け入れに積極的なチームとして知られるが、第二次世界大戦中だった当時、クーパーは兵役に就くため1944-45シーズン中に中退した。軍を除隊した後、クーパーはデュケイン大学に入学した。
デュケイン大学での4年間はクーパーのバスケットボール選手としての名声を固めた。クーパーは1年目から先発に抜擢され、同校を全米規模のトーナメントであるNITに2度導いた。クーパーはオールアメリカンチームに選ばれ、同校での通算成績は990得点だった。クーパーは試合中に相手選手から差別的な挑発を受けることも多かったが、デュケイン大学はクーパーを支援し、差別的な行為には対戦を拒否することで応じた。

### ドラフト
大学卒業後、エキシビジョンチームのハーレム・グローブトロッターズと契約。彼の機敏なディフェンス技術、特に派手なブロックショットは高い注目を集め、"ターザン"の愛称を付けられた。同チームでのクーパーのプレイを観戦した記者の中には、彼がメジャーリーグにおけるジャッキー・ロビンソンのような存在になるかも知れないと予言した。この記者の予言は間もなく的中し、クーパーは1950年のNBAドラフトでボストン・セルティックスから指名を受ける。彼はNBA初のドラフト指名を受けた黒人選手となったのである。
当時のNBAには白人選手しかおらず、セルティックスの選手はチームが指名した選手の中に黒人が居たことに驚いたが、しかしセルティックスのオーナー、ウォルター・ブラウンは「ストライプだろうがチェックだろうが水玉だろうが」気にしなかった。また当時のセルティックスのヘッドコーチ、レッド・アワーバックも『人種の壁』には全く頓着せず、黒人選手を積極的に使うことで伝説的な八連覇を達成。セルティックスの成功はNBAにおける黒人選手の台頭を急速に進めることになるが、全てはクーパーの指名から始まったのである。
なお、クーパーは初めてドラフト指名された黒人選手となったが、初めてNBAのチームと契約したのは同じ年に指名されたナサニエル・クリフトンであり、また初めてNBAの公式戦に出場したのはやはり同じ年に指名されたアール・ロイドである。

### NBAキャリア
クーパーは1年目となった1950-51シーズンから9.3得点8.8リバウンドの成績を記録し、黒人選手がNBAでも通用することを証明した。NBA入り後も差別的な扱いは続き、アメリカ南部への遠征時にはホテルから宿泊を拒否されたこともあり、また1952年のセントルイス・ホークスとの試合では乱闘騒ぎに発展したこともあったが、セルティックスの中では比較的平穏に過ごすことができ、特にボブ・クージーとは交友を深め、プライベートでは一緒にジャズのコンサートを楽しんだ。
しかしアワーバックがチームのオフェンスをよりアップテンポに指導し始めた頃から、良好だったクーパーとチームの関係に亀裂が生じ始めた。クーパーは最初はアワーバックの方針を歓迎していたが、ディフェンスで力を発揮するクーパーは少しずつアワーバックの戦術に取り残されるようになった。4年目の1953-54シーズンには成績が大きく落ち込み、3.3得点4.3リバウンドを記録。クーパーは高校時代と同様に、自分が"汚れ役"を任されていると感じ、チームに不満を持つようになった。そしてこのシーズンを最後にセルティックを去り、ミルウォーキー・ホークスに移籍した。ホークスでの最初のシーズンには8.2得点5.5リバウンドと成績は改善したが、翌1955-56シーズンには再び成績が落ち込み、シーズン中にフォートウェイン・ピストンズに移籍。ピストンズでは初のNBAファイナル進出を経験したが、優勝はならなかった。クーパーはこのシーズンを最後に、NBAから去ることになった。
NBA通算成績は409試合の出場で、通算2,725得点（平均6.7得点）2,431リバウンド（5.9リバウンド）の成績だった。

### NBA以後・プライベート
- クーパーはNBAから離れた後、1シーズンだけエキシビションチームのハーレム・マジシャンズでプレイしたが、交通事故に遭い、その時の怪我がもとで現役からの引退を余儀なくされた。
- 現役引退後のクーパーはバスケットボールとは一定の距離を置き、ミネソタ大学で社会福祉学の修士号を取得すると、ピッツバーグに戻って差別・貧困撲滅のための活動を行った。1970年には黒人初となる同市の『公園とレクリエーション』課のディレクターに就任した。その後も様々な役職を歴任し、ピッツバーグの名士として同市の歴史に名前を刻んだ。
- クーパーは1951年、1957年と2度結婚し、4人の子供をもうけている。
- 1974年にはピッツバーグ・スポーツ殿堂入りを果たす。またデュケイン大学は彼の業績を讃えて『チャック・クーパー賞』を設立した。
- 1984年5月2日に肝癌で亡くなった。

## 個人成績

### レギュラーシーズン
| Season  | Team    | GP  | MPG  | FG%  | FT%  | RPG | APG | PPG |
| ------- | ------- | --- | ---- | ---- | ---- | --- | --- | --- |
| 1950–51 | BOS     | 66  | –    | .344 | .753 | 8.5 | 2.6 | 9.3 |
| 1951–52 | BOS     | 66  | 29.9 | .361 | .741 | 7.6 | 2.0 | 8.2 |
| 1952–53 | BOS     | 70  | 28.5 | .337 | .758 | 6.3 | 1.6 | 6.5 |
| 1953–54 | BOS     | 70  | 15.7 | .299 | .672 | 4.3 | 1.1 | 3.3 |
| 1954–55 | MLH STL | 70  | 25.0 | .339 | .751 | 5.5 | 2.2 | 8.2 |
| 1955–56 | MLH STL | 35  | 16.4 | .337 | .738 | 3.9 | 1.7 | 5.1 |
| 1955–56 | FTW     | 32  | 17.8 | .316 | .776 | 3.2 | .9  | 3.9 |
| Career  | Career  | 409 | 23.2 | .339 | .743 | 5.9 | 1.8 | 6.7 |

### プレーオフ
| Year   | Team   | GP | MPG  | FG%  | FT%  | RPG | APG | PPG  |
| ------ | ------ | -- | ---- | ---- | ---- | --- | --- | ---- |
| 1951   | BOS    | 2  | –    | .339 | .400 | 6.5 | 1.5 | 5.0  |
| 1952   | BOS    | 3  | 42.7 | .320 | .895 | 5.3 | 1.3 | 11.0 |
| 1953   | BOS    | 6  | 32.5 | .396 | .815 | 6.5 | 2.3 | 10.0 |
| 1954   | BOS    | 6  | 18.0 | .500 | .727 | 5.2 | .7  | 4.0  |
| 1956   | FTW    | 9  | 6.6  | .192 | .667 | 1.9 | .2  | 1.3  |
| Career | Career | 26 | 20.4 | .346 | .785 | 4.5 | 1.0 | 5.3  |